# Antrocephalus hallami
Antrocephalus hallami is een vliesvleugelig insect uit de familie bronswespen (Chalcididae). De wetenschappelijke naam is voor het eerst geldig gepubliceerd in 1920 door Girault.